# جکوزی رومن
جکوزی رومن (انگلیسی: Romain Jacuzzi؛ زادهٔ ۱۶ دسامبر ۱۹۸۴) بازیکن فوتبال اهل فرانسه است.